# کانر سامون
کانر سامون (انگلیسی: Conor Sammon؛ زادهٔ ۶ نوامبر ۱۹۸۶) بازیکن فوتبال اهل جمهوری ایرلند است.
از باشگاه‌هایی که در آن بازی کرده‌است می‌توان به باشگاه فوتبال کیلمارنوک، باشگاه فوتبال ویگان اتلتیک، باشگاه فوتبال شفیلد یونایتد، باشگاه فوتبال روترهام یونایتد، باشگاه فوتبال ایپسویچ تاون، و باشگاه فوتبال دربی کانتی اشاره کرد.
وی همچنین در تیم‌های ملی فوتبال زیر ۲۱ سال جمهوری ایرلند، Republic of Ireland national under-23 football team، و جمهوری ایرلند بازی کرده‌است.